# Onde cnoïdale
Pour les articles homonymes, voir ondes (homonymie).

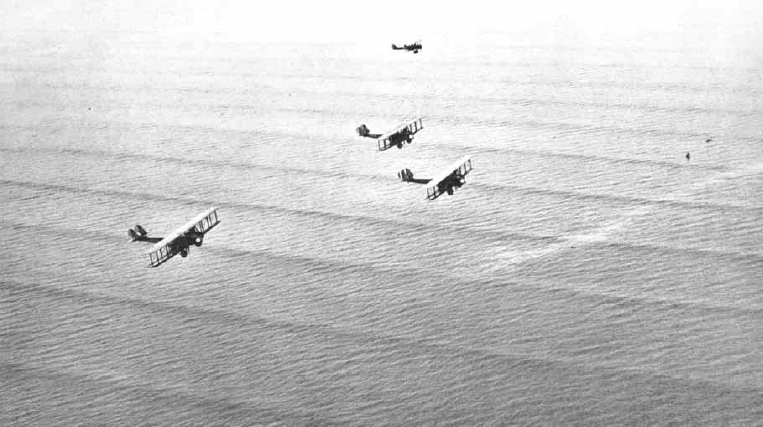
Bombardiers de la USAAF survolant une houle en eau peu profonde près de la côte du Panama en 1933. Ces crêtes bien définies et ces creux plats sont caractéristiques des ondes cnoïdales.

Les ondes cnoïdales sont des ondes de gravité rencontrées sur la surface de la mer, des vagues. Elles sont solutions de l'équation de Korteweg-de Vries où interviennent les fonctions elliptiques de Jacobi notées cn, d'où le nom d'ondes « cn-oïdales ».
Ce type d'onde apparaît également dans les problèmes de propagation d'onde acoustique ionique.

## Ondes de gravité
Toute perturbation de la surface d'une étendue d'eau entraîne une onde de gravité qui se propage en respectant les équations de Boussinesq. Si de plus on suppose une vitesse du fluide indépendante de l'altitude par rapport au fond, on aboutit aux équations de Barré de Saint-Venant, valides pour des milieux peu profonds. Pour aller un peu plus loin on introduit un terme correctif permettant de représenter de manière approchée le terme correspondant à la variation verticale de la composante horizontale de la vitesse. Ceci peut être fait de diverses manières, l'une d'entre elles aboutissant à l'équation de Korteweg-de Vries donnant l'altitude de la surface z(x,t)
{\displaystyle {\frac {\partial z}{\partial t}}+c_{0}\left(1+{\frac {3z}{2h}}\right){\frac {\partial z}{\partial x}}+{\frac {1}{6}}\,c_{0}\,h^{2}\,{\frac {\partial ^{3}z}{\partial z^{3}}}=0}
où
| g                                  | accélération de la pesanteur                                                    |
| h                                  | profondeur du milieu au repos                                                   |
| {\displaystyle c_{0}={\sqrt {gh}}} | vitesse de propagation pour une onde en eau peu profonde (milieu non dispersif) |

## Onde cnoïdale

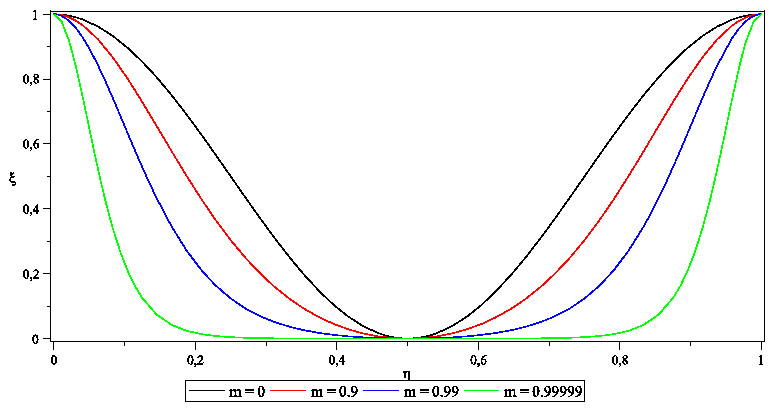
Formes d'ondes cnoïdales correspondantes à diverses valeurs de m.

Graphe donnant −log_{10} (1−m) dans un domaine.

La solution de cette équation décrit l'onde cnoïdale
- longueur d'onde

{\displaystyle \lambda =hK(m){\sqrt {\frac {16mh}{3H}}}}
- vitesse de propagation

{\displaystyle c={\sqrt {gh}}\left[1+{\frac {H}{mh}}\left(1-{\frac {m}{2}}-{\frac {3E(m)}{2K(m)}}\right)\right]}
- altitude du creux

{\displaystyle z_{0}={\frac {H}{m}}\left(1-m-{\frac {E(m)}{K(m)}}\right)}
- forme de la surface

{\displaystyle \xi (\eta ,t)=\operatorname {cn} ^{2}\,\left(\displaystyle 2\,K(m)\,\eta ,m\right)}
où
| H                                              | hauteur de vague arbitraire (dépend des conditions initiales) |
| {\displaystyle \eta ={\frac {x-ct}{\lambda }}} | abscisse réduite                                              |
| {\displaystyle \xi ={\frac {z(x,t)-z_{0}}{H}}} | hauteur réduite                                               |
| cn(a, m)                                       | cosinus elliptique de Jacobi de module m                      |
| K(m)                                           | intégrale elliptique complète de première espèce              |
| E(m)                                           | intégrale elliptique complète de seconde espèce               |

Si l'on fixe λ, H et h, le paramètre m peut être déterminé numériquement (voir courbe). 
Cette solution est valide pour des longueurs d'onde suffisamment grandes devant la hauteur d'eau, typiquement
{\displaystyle {\frac {\lambda }{c}}{\sqrt {\frac {g}{h}}}>7}
La validité en termes de longueur d'onde rapportée à la hauteur de vague peut être estimée à partir du nombre d'Ursell.

## Onde solitaire
Lorsque m tend vers 1 on peut approcher le cosinus elliptique de Jacobi par
{\displaystyle \mathrm {cn} (z,m)\approx {\frac {1}{\cosh(z)}}\left\{1-{\frac {1}{4}}(1-m)\,\left[\,\sinh(z)\,\cosh(z)-z\,\right]\tanh(z)\right\}}
Dans la limite m = 1 on a donc
{\displaystyle \mathrm {cn} (z,m)\approx {\frac {1}{\cosh(z)}}}
Par ailleurs
{\displaystyle K(m)\to \infty \,,\qquad E(m)\to 0}
Alors
- la longueur d'onde tend vers l'infini (onde solitaire),
- le creux tend vers zéro.

## Remarques
Une analyse pour les petites amplitudes montre que l'on tend vers l'onde d'Airy
{\displaystyle m\to 0\quad \Rightarrow \quad z\simeq {\frac {H}{2}}\cos(2\pi \eta )}